# فرناندو تروئبا
فرناندو رودریگِس تروئبا (اسپانیایی: Fernando Rodríguez Trueba‎؛ زادۀ ۱۸ ژانویه ۱۹۵۵) کارگردان فیلم، تهیه‌کننده، فیلم‌نامه‌نویس و بازیگر اسپانیایی و برنده جایزهٔ اسکار بهترین فیلم خارجی‌زبان سال ۱۹۹۲ برای فیلم روزگار خوش است.
تروئبا با فیلم «هنرمند و مدل» در شصتمین دوره جشنواره بین‌المللی فیلم سن سباستین شرکت نمود.

## گزیدهٔ فیلم‌شناسی
- وسواس بیمارگونه (۱۹۸۹)
- روزگار خوش (۱۹۹۲)
- دوتا زیاده (۱۹۹۵)
- لومیر و شرکا (۱۹۹۵)
- دختر رؤیاهای شما (۱۹۹۸)
- تورنته، مأمور خرفت قانون (۱۹۹۸)
- رقصنده و دزد (۲۰۰۹)
- چیکو و ریتا (۲۰۱۰)
- ملکه اسپانیا (۲۰۱۶)
- فراموش خواهیم شد (۲۰۲۰)